# Crazy World Tour
Crazy World Tour es la undécima gira de conciertos a nivel mundial realizada por la banda alemana de hard rock y heavy metal Scorpions, para promocionar al álbum Crazy World de 1990. Comenzó el 23 de noviembre de 1990 en el recinto Vorst Nationaal de Bruselas en Bélgica y culminó el 7 de diciembre de 1991 en el Festival Hall de Osaka en Japón. Gracias a este tour la banda tocó por primera vez en Croacia, Bosnia-Herzegovina y Grecia.

## Antecedentes
Previo al inicio de la gira dieron un concierto especial el 21 de junio de 1990 en la plaza Kröpcke de Hannover, que fue la última presentación de la banda en la aquel entonces Alemania Occidental. Cinco meses después, el 23 de noviembre, comenzaron la primera parte por Europa con 24 presentaciones en la reunificada Alemania, Francia, Bélgica, Italia y Suiza, y se presentaron por primera vez en Grecia, Croacia y Bosnia-Herzegovina, que por aquel tiempo aun se llamaba República Socialista de Bosnia y Herzegovina. El 2 de enero de 1991 inició la segunda parte por Europa que hasta el 26 de enero los llevó nuevamente a Alemania y Francia, y contó con fechas en Inglaterra, Escocia, Países Bajos y algunos países nórdicos. Durante todas estas fechas por Europa fueron teloneados por los estadounidenses Winger.
El 20 de febrero de 1991 en Albuquerque se inició la primera parte por Norteamérica, que hasta su concierto dado el 16 de abril en Rochester (Nueva York) fueron teloneados por Trixter. Dos días después en East Rutherford, tanto Trixter como los californianos Great White comenzaron a telonearlos por varias ciudades estadounidenses y por Canadá, hasta el 26 de mayo cuando se terminó la primera visita a ambos países. El 8 de junio en Fort Worth se dio comienzo a su segunda visita a Norteamérica, que contó con más de 30 fechas por los Estados Unidos y una en Canadá. Durante estas presentaciones Great White fue la principal banda de soporte, sin embargo en ciertos conciertos fueron acompañados además por Mr. Big y Aldo Nova. Su última presentación en América del Norte se celebró el 4 de agosto en Hershey (Pensilvania).
El 27 de septiembre comenzaron en Estocolmo su última visita por Europa, que contó con presentaciones por España y Italia, además de conciertos por ciudades que ya habían tocado a principios de 1991, entre otras fechas. Tras el éxito de Crazy World y en especial del sencillo «Wind of Change», esta parte tuvo 18 fechas por su Alemania natal, cuya última presentación se celebró el 13 de noviembre en Núremberg. Durante esta etapa Scorpions contó con Tesla y Armored Saint como artistas invitados. En diciembre culminaron la gira con cuatro shows en Japón, que marcó su regreso al país asiático ya que lo tocaban allí desde 1985.

## Grabaciones
Al igual que muchas de sus giras existen varias grabaciones no oficiales llamadas bootlegs, que se realizaron durante varias presentaciones. Sin embargo, una de las oficiales fue la grabación del videoclip de «Wind of Change» que se realizó en el Deutschlandhalle de Berlín en diciembre de 1990. De igual manera y en el mismo recinto se grabó el VHS Crazy World Tour Live...Berlín 1991, que en 2002 se remasterizó en el DVD A Savage Crazy World.

## Lista de canciones
A lo largo de la gira tocaron un solo listado de canciones, que generalmente bordeaban las veinte pistas. De ellas destacó que interpretaron normalmente cinco canciones de Crazy World y la versión de «Can't Explain» que en 1989 habían grabado para el recopilatorio Best of Rockers 'n' Ballads. Además, Rudolf Schenker creó un tema instrumental que se llamó «Concerto in V», que hasta ahora solo ha sido tocado en esta gira y que contó con Herman Rarebell en los teclados.
1. «Tease Me Please Me»
2. «Lust or Love»
3. «Bad Boys Running Wild»
4. «Make It Real»
5. «Hit Between the Eyes»
6. «The Zoo»
7. «Wind of Change»
8. «Can't Explain»
9. «Don't Believe Her»
10. «Rhythm of Love»
11. «Concerto in V»
12. «Coast to Coast»
13. «Can't Live Without You»
14. «Blackout»
15. «Dynamite»
16. «Holiday»
17. «Big City Nights»
18. «No One Like You»
19. «Still Loving You»
20. «Rock You Like a Hurricane»

## Fechas

### Fechas de 1990
| Fecha           | País                 | Ciudad             | Recinto/Festival                 | Notas                 |
| Europa          | Europa               | Europa             | Europa                           | Europa                |
| --------------- | -------------------- | ------------------ | -------------------------------- | --------------------- |
| 23 de noviembre | Bélgica              | Bruselas           | Vorst Nationaal                  | teloneados por Winger |
| 25 de noviembre | Italia               | Florencia          | Palasport                        | teloneados por Winger |
| 26 de noviembre | Italia               | Roma               | Palazzo dello Sport              | teloneados por Winger |
| 29 de noviembre | Grecia               | Atenas             | Estadio de la Paz y la Amistad   | teloneados por Winger |
| 1 de diciembre  | Bosnia y Herzegovina | Sarajevo           | Zetra Olympic Hall               | teloneados por Winger |
| 2 de diciembre  | Yugoslavia           | Zagreb             | Dom Sportova                     | teloneados por Winger |
| 3 de diciembre  | Hungría              | Budapest           | Budapest Sportcsarnok            | teloneados por Winger |
| 5 de diciembre  | Alemania             | Berlín             | Deutschlandhalle                 | teloneados por Winger |
| 6 de diciembre  | Alemania             | Berlín             | Deutschlandhalle                 | teloneados por Winger |
| 8 de diciembre  | Alemania             | Hamburgo           | Alsterdorfer Sporthalle          | teloneados por Winger |
| 9 de diciembre  | Alemania             | Hamburgo           | Alsterdorfer Sporthalle          | teloneados por Winger |
| 11 de diciembre | Francia              | París              | Palais Omnisports de Paris-Bercy | teloneados por Winger |
| 12 de diciembre | Alemania             | Dortmund           | Westfalenhalle                   | teloneados por Winger |
| 13 de diciembre | Alemania             | Dortmund           | Westfalenhalle                   | teloneados por Winger |
| 15 de diciembre | Suiza                | Zúrich             | Hallenstadion                    | teloneados por Winger |
| 16 de diciembre | Suiza                | Zúrich             | Hallenstadion                    | teloneados por Winger |
| 17 de diciembre | Alemania             | Mannheim           | Maimarkthalle                    | teloneados por Winger |
| 19 de diciembre | Alemania             | Münster            | Halle Münsterland                | teloneados por Winger |
| 20 de diciembre | Alemania             | Núremberg          | Frankenhalle                     | teloneados por Winger |
| 21 de diciembre | Alemania             | Kassel             | Eissporthalle                    | teloneados por Winger |
| 27 de diciembre | Alemania             | Fráncfort del Meno | Festhalle                        | teloneados por Winger |
| 28 de diciembre | Alemania             | Múnich             | Olympiahalle                     | teloneados por Winger |
| 29 de diciembre | Alemania             | Múnich             | Olympiahalle                     | teloneados por Winger |
| 31 de diciembre | Alemania             | Stuttgart          | Pabellón Hanns Martin Schleyer   | teloneados por Winger |

### Fechas de 1991
| Fecha            | País           | Ciudad             | Recinto/Festival                 | Notas                                                       |
| Europa II        | Europa II      | Europa II          | Europa II                        | Europa II                                                   |
| ---------------- | -------------- | ------------------ | -------------------------------- | ----------------------------------------------------------- |
| 2 de enero       | Alemania       | Stuttgart          | Pabellón Hanns Martin Schleyer   | teloneados por Winger                                       |
| 3 de enero       | Alemania       | Sarrebruck         | Saarlandhalle                    | teloneados por Winger                                       |
| 4 de enero       | Alemania       | Oldemburgo         | Weser-Ems Halle                  | teloneados por Winger                                       |
| 6 de enero       | Francia        | Mulhouse           | Palais des Sports                | teloneados por Winger                                       |
| 9 de enero       | Escocia        | Glasgow            | S.E.C.C.                         | teloneados por Winger                                       |
| 11 de enero      | Inglaterra     | Birmingham         | NEC Arena                        | teloneados por Winger                                       |
| 12 de enero      | Inglaterra     | Londres            | Wembley Arena                    | teloneados por Winger                                       |
| 13 de enero      | Inglaterra     | Londres            | Wembley Arena                    | teloneados por Winger                                       |
| 14 de enero      | Países Bajos   | Róterdam           | Ahoy Rotterdam                   | teloneados por Winger                                       |
| 15 de enero      | Francia        | Amnéville          | Le Galaxie                       | teloneados por Winger                                       |
| 17 de enero      | Dinamarca      | Copenhague         | Valbyhall                        | teloneados por Winger                                       |
| 21 de enero      | Finlandia      | Helsinki           | Jäähalli                         | teloneados por Winger                                       |
| 23 de enero      | Noruega        | Oslo               | Spektrum                         | teloneados por Winger                                       |
| 25 de enero      | Suecia         | Estocolmo          | Globen Arena                     | teloneados por Winger                                       |
| 26 de enero      | Suecia         | Gotemburgo         | Scandinavium                     | teloneados por Winger                                       |
| Norteamérica     |                |                    |                                  |                                                             |
| 20 de febrero    | Estados Unidos | Albuquerque        | Tingley Coliseum                 | teloneados por Trixter                                      |
| 22 de febrero    | Estados Unidos | Denver             | McNichols Sports Arena           | teloneados por Trixter                                      |
| 24 de febrero    | Estados Unidos | Salt Lake City     | Salt Palace                      | teloneados por Trixter                                      |
| 26 de febrero    | Estados Unidos | Sacramento         | ARCO Arena                       | teloneados por Trixter                                      |
| 27 de febrero    | Estados Unidos | Oakland            | Oakland Coliseum Arena           | teloneados por Trixter                                      |
| 28 de febrero    | Estados Unidos | Oakland            | Oakland Coliseum Arena           | teloneados por Trixter                                      |
| 2 de marzo       | Canadá         | Vancouver          | Coliseo del Pacífico             | teloneados por Trixter                                      |
| 3 de marzo       | Estados Unidos | Seattle            | Seattle Center Coliseum          | teloneados por Trixter                                      |
| 4 de marzo       | Estados Unidos | Portland           | Veterans Memorial Coliseum       | teloneados por Trixter                                      |
| 7 de marzo       | Estados Unidos | Fresno             | Selland Arena                    | teloneados por Trixter                                      |
| 8 de marzo       | Estados Unidos | Irvine             | Irvine Meadows                   | teloneados por Trixter                                      |
| 9 de marzo       | Estados Unidos | Irvine             | Irvine Meadows                   | teloneados por Trixter                                      |
| 11 de marzo      | Estados Unidos | San Diego          | San Diego Sports Arena           | teloneados por Trixter                                      |
| 13 de marzo      | Estados Unidos | Tucson             | Pima County Fairgrounds          | teloneados por Trixter                                      |
| 15 de marzo      | Estados Unidos | Las Vegas          | Thomas & Mack Center             | teloneados por Trixter                                      |
| 16 de marzo      | Estados Unidos | Chandler           | Compton Terrace                  | teloneados por Trixter                                      |
| 17 de marzo      | Estados Unidos | El Paso            | Special Events Center            | teloneados por Trixter                                      |
| 19 de marzo      | Estados Unidos | Austin             | Frank Erwin Center               | teloneados por Trixter                                      |
| 20 de marzo      | Estados Unidos | Lubbock            | Jones AT&T Stadium               | teloneados por Trixter                                      |
| 22 de marzo      | Estados Unidos | San Antonio        | HemisFair Arena                  | teloneados por Trixter                                      |
| 23 de marzo      | Estados Unidos | Dallas             | Coca-Cola Starplex               | teloneados por Trixter                                      |
| 24 de marzo      | Estados Unidos | Houston            | The Summit                       | teloneados por Trixter                                      |
| 26 de marzo      | Estados Unidos | Oklahoma City      | Myriad Convention Center         | teloneados por Trixter                                      |
| 28 de marzo      | Estados Unidos | Kansas City        | Kemper Arena                     | teloneados por Trixter                                      |
| 29 de marzo      | Estados Unidos | Wichita            | Century II                       | teloneados por Trixter                                      |
| 31 de marzo      | Estados Unidos | Omaha              | Omaha Civic Auditorium           | teloneados por Trixter                                      |
| 1 de abril       | Estados Unidos | San Luis           | St. Louis Arena                  | teloneados por Trixter                                      |
| 3 de abril       | Estados Unidos | Bloomington        | Met Center                       | teloneados por Trixter                                      |
| 4 de abril       | Estados Unidos | Green Bay          | Brown County Arena               | teloneados por Trixter                                      |
| 5 de abril       | Estados Unidos | Milwaukee          | MECCA Arena                      | teloneados por Trixter                                      |
| 6 de abril       | Estados Unidos | Rosemont           | Rosemont Horizon                 | teloneados por Trixter                                      |
| 7 de abril       | Estados Unidos | Rosemont           | Rosemont Horizon                 | teloneados por Trixter                                      |
| 9 de abril       | Estados Unidos | Kalamazoo          | Wings Stadium                    | teloneados por Trixter                                      |
| 11 d abril       | Estados Unidos | Auburn Hills       | The Palace                       | teloneados por Trixter                                      |
| 12 de abril      | Estados Unidos | Indianapolis       | Market Square Arena              | teloneados por Trixter                                      |
| 13 de abril      | Estados Unidos | Fairborn           | Ervin J. Nutter Center           | teloneados por Trixter                                      |
| 14 de abril      | Estados Unidos | Richfield          | Coliseum at Richfield            | teloneados por Trixter                                      |
| 16 de abril      | Estados Unidos | Rochester          | Community War Memorial           | teloneados por Trixter                                      |
| 18 de abril      | Estados Unidos | East Rutherford    | Giants Stadium                   | teloneados por Trixter y Great White                        |
| 19 de abril      | Estados Unidos | Providence         | Providence Civc Center           | teloneados por Trixter y Great White                        |
| 20 de abril      | Estados Unidos | Hartford           | Hartford Civic Center            | teloneados por Trixter y Great White                        |
| 22 de abril      | Estados Unidos | Albany             | Knickerbocker Arena              | teloneados por Trixter y Great White                        |
| 23 de abril      | Estados Unidos | Worcester          | Centrum in Worcester             | teloneados por Trixter y Great White                        |
| 24 de abril      | Estados Unidos | Filadelfia         | The Spectrum                     | teloneados por Trixter y Great White                        |
| 26 de abril      | Canadá         | Montreal           | Forum de Montreal                | teloneados por Trixter y Great White                        |
| 27 de abril      | Canadá         | Ottawa             | Ottawa Civic Centre              | teloneados por Trixter y Great White                        |
| 28 de abril      | Canadá         | Quebec             | Colisée de Québec                | teloneados por Trixter y Great White                        |
| 30 de abril      | Canadá         | Toronto            | SkyDome                          | teloneados por Trixter y Great White                        |
| 1 de mayo        | Estados Unidos | Scranton           | Lackawanna County Stadium        | teloneados por Great White                                  |
| 3 de mayo        | Estados Unidos | Uniondale          | Nassau Coliseum                  | teloneados por Trixter y Great White                        |
| 4 de mayo        | Estados Unidos | Pittsburgh         | Pittsburgh Civic Arena           | teloneados por Great White                                  |
| 5 de mayo        | Estados Unidos | Lexington          | Rupp Arena                       | teloneados por Great White                                  |
| 8 de mayo        | Estados Unidos | Búfalo             | Buffalo Memorial Auditorium      | teloneados por Great White                                  |
| 10 de mayo       | Estados Unidos | Landover           | Capital Centre                   | teloneados por Trixter y Great White                        |
| 11 de mayo       | Estados Unidos | Hampton            | Hampton Coliseum                 | teloneados por Trixter y Great White                        |
| 12 de mayo       | Estados Unidos | Charleston         | Charleston Civic Center          | teloneados por Trixter y Great White                        |
| 14 de mayo       | Estados Unidos | Greensboro         | Greensboro Coliseum              | teloneados por Trixter y Great White                        |
| 15 de mayo       | Estados Unidos | Charlotte          | Charlotte Coliseum               | teloneados por Trixter y Great White                        |
| 17 de mayo       | Estados Unidos | Nashville          | Starwood Amphitheatre            | teloneados por Trixter y Great White                        |
| 18 de mayo       | Estados Unidos | Atlanta            | Lakewood Amphitheatre            | teloneados por Trixter y Great White                        |
| 19 de mayo       | Estados Unidos | Knoxville          | Thompson-Boling Arena            | teloneados por Trixter y Great White                        |
| 21 de mayo       | Estados Unidos | Jacksonville       | Jacksonville Coliseum            | teloneados por Trixter y Great White                        |
| 22 de mayo       | Estados Unidos | Fort Myers         | Lee Civic Centre                 | teloneados por Trixter y Great White                        |
| 24 de mayo       | Estados Unidos | Orlando            | Orlando Arena                    | teloneados por Trixter y Great White                        |
| 25 de mayo       | Estados Unidos | Tampa              | USF Sun Dome                     | teloneados por Trixter y Great White                        |
| 26 de mayo       | Estados Unidos | Miami              | Miami Arena                      | teloneados por Trixter y Great White                        |
| Norteamérica II  |                |                    |                                  |                                                             |
| 8 de junio       | Estados Unidos | Fort Worth         | Tarrant County Convention Center | teloneados por Great White y Mr. Big                        |
| 9 de junio       | Estados Unidos | Austin             | Frank Erwin Center               | teloneados por Great White y Mr. Big                        |
| 13 de junio      | Estados Unidos | Morrison           | Red Rocks Amphitheatre           | teloneados por Great White y Mr. Big                        |
| 14 de junio      | Estados Unidos | Morrison           | Red Rocks Amphitheatre           | teloneados por Great White y Mr. Big                        |
| 15 de junio      | Estados Unidos | Park City          | Park West                        | teloneados por Great White y Mr. Big                        |
| 17 de junio      | Estados Unidos | Phoenix            | Memorial Coliseum                | teloneados por Great White y Mr. Big                        |
| 18 de junio      | Estados Unidos | Irvine             | Irvine Meadows                   | teloneados por Great White y Mr. Big                        |
| 20 de junio      | Estados Unidos | Inglewood          | The Forum                        | teloneados por Great White y Mr. Big                        |
| 21 de junio      | Estados Unidos | Sacramento         | Cal Expo Amphitheatre            | teloneados por Great White y Mr. Big                        |
| 22 de junio      | Estados Unidos | Mountain View      | Shoreline Amphitheatre           | teloneados por Great White y Mr. Big                        |
| 24 de junio      | Estados Unidos | Reno               | Reno-Hilton Amphitheatre         | teloneados por Great White y Mr. Big                        |
| 26 de junio      | Estados Unidos | Tacoma             | Tacoma Dome                      | teloneados por Great White y Mr. Big                        |
| 1 de julio       | Estados Unidos | Anchorage          | Sullivan Arena                   | teloneados por Great White y Mr. Big                        |
| 2 de julio       | Estados Unidos | Anchorage          | Sullivan Arena                   | teloneados por Great White y Mr. Big                        |
| 3 de julio       | Estados Unidos | Spokane            | Raceway Park                     | teloneados por Mr. Big y Aldo Nova                          |
| 5 de julio       | Estados Unidos | Missoula           | Washington-Grizzly Stadium       | teloneados por Mr. Big y Aldo Nova                          |
| 6 de julio       | Estados Unidos | Billings           | Metrapark Arena                  | teloneados por Mr. Big y Aldo Nova                          |
| 8 de julio       | Estados Unidos | Sioux Falls        | Sioux Falls Arena                | teloneados por Mr. Big y Aldo Nova                          |
| 9 de julio       | Estados Unidos | Ames               | Hilton Coliseum                  | teloneados por Great White y Mr. Big                        |
| 10 de julio      | Estados Unidos | Cedar Rapids       | Five Seasons Center              | teloneados por Great White y Mr. Big                        |
| 12 de julio      | Estados Unidos | Tinley Park        | World Music Theatre              | teloneados por Great White, Mr. Big y Winger                |
| 13 de julio      | Estados Unidos | East Troy          | Alpine Valley Music Theatre      | teloneados por Great White, Mr. Big, Aldo Nova y Steelheart |
| 14 de julio      | Estados Unidos | Mears              | Val du Lakes Amphitheatre        | teloneados por Mr. Big y Aldo Nova                          |
| 16 de julio      | Canadá         | Vaughan            | Kingswood Music Theatre          | teloneados por Great White y Aldo Nova                      |
| 17 de julio      | Estados Unidos | Cuyahoga Falls     | Blossom Music Center             | teloneados por Great White                                  |
| 18 de julio      | Estados Unidos | Cincinnati         | Riverbend Music Center           | teloneados por Great White                                  |
| 20 de julio      | Estados Unidos | Peoria             | Peoria Civic Center              | teloneados por Great White                                  |
| 21 de julio      | Estados Unidos | Clarkston          | Pine Knob Music Theatre          | teloneados por Great White                                  |
| 22 de julio      | Estados Unidos | Columbus           | Ohio Expo Center Coliseum        | teloneados por Great White                                  |
| 24 de julio      | Estados Unidos | Mansfield          | Great Woods Amphitheater         | teloneados por Great White y Aldo Nova                      |
| 25 de julio      | Estados Unidos | Middletown         | Orange County Fairgrounds        | teloneados por Great White y Mr. Big                        |
| 27 de julio      | Estados Unidos | Old Orchard Beach  | Sea PAC Ballpark                 | teloneados por Great White                                  |
| 28 de julio      | Estados Unidos | Bristol            | Java J's                         | teloneados por Great White                                  |
| 30 de julio      | Estados Unidos | Harrisburg         | Harrisburg Speedway              | teloneados por Great White                                  |
| 31 de julio      | Estados Unidos | Columbia           | Merriweather Post Pavilion       | teloneados por Great White                                  |
| 2 de agosto      | Estados Unidos | Farmingville       | Brookhaven Amphitheater          | teloneados por Great White                                  |
| 3 de agosto      | Estados Unidos | Saratoga Springs   | Saratoga Performing Arts Center  | teloneados por Great White                                  |
| 4 de agosto      | Estados Unidos | Hershey            | Hersheypark Stadium              | teloneados por Great White y Mr. Big                        |
| Europa III       |                |                    |                                  |                                                             |
| 27 de septiembre | Suecia         | Estocolmo          | Globen Arena                     | teloneados por Tesla                                        |
| 29 de septiembre | Alemania       | Colonia            | Sporthalle                       | teloneados por Tesla                                        |
| 1 de octubre     | Alemania       | Kiel               | Ostseehalle                      | teloneados por Tesla                                        |
| 2 de octubre     | Alemania       | Essen              | Grugahalle                       | teloneados por Tesla                                        |
| 3 de octubre     | Alemania       | Mannheim           | Maimarkthalle                    | teloneados por Tesla                                        |
| 5 de octubre     | Alemania       | Múnich             | Olympiahalle                     | teloneados por Tesla                                        |
| 6 de octubre     | Suiza          | Zúrich             | Hallenstadion                    | teloneados por Tesla                                        |
| 7 de octubre     | Alemania       | Núremberg          | Frankenhalle                     | teloneados por Tesla                                        |
| 9 de octubre     | Alemania       | Stuttgart          | Pabellón Hans Martin Schleyer    | teloneados por Tesla                                        |
| 11 de octubre    | Francia        | Burdeos            | Patinoire de Mériadeck           | teloneados por Tesla                                        |
| 12 de octubre    | España         | San Sebastián      | Velódromo de Anoeta              | teloneados por Tesla                                        |
| 13 de octubre    | España         | Madrid             | Palacio de la Comunidad          | teloneados por Tesla                                        |
| 14 de octubre    | España         | Madrid             | Palacio de la Comunidad          | teloneados por Tesla                                        |
| 16 de octubre    | Francia        | Marsella           | Palais des Sports                | teloneados por Tesla                                        |
| 17 de octubre    | Italia         | Milán              | Palatrussardi                    | teloneados por Tesla                                        |
| 19 de octubre    | Francia        | Rennes             | Salle Omnisports                 | teloneados por Tesla                                        |
| 21 de octubre    | Francia        | París              | Palais Omnisports de Paris-Bercy | teloneados por Tesla                                        |
| 23 de octubre    | Francia        | Clermont-Ferrand   | Maison des Sports                | teloneados por Tesla                                        |
| 24 de octubre    | Francia        | Lyon               | Halle Tony Garnier               | teloneados por Tesla                                        |
| 25 de octubre    | Francia        | Estrasburgo        | Hall Rhenus                      | teloneados por Tesla                                        |
| 27 de octubre    | Suiza          | Lausana            | Patinoire de Malley              | teloneados por Tesla                                        |
| 29 de octubre    | Bélgica        | Gante              | Flanders Expo                    | teloneados por Tesla                                        |
| 30 de octubre    | Países Bajos   | Róterdam           | Ahoy Rotterdam                   | teloneados por Tesla                                        |
| 31 de octubre    | Alemania       | Bremen             | Stadthalle                       | teloneados por Tesla                                        |
| 2 de noviembre   | Alemania       | Hannover           | Messehalle                       | teloneados por Tesla                                        |
| 3 de noviembre   | Alemania       | Hannover           | Messehalle                       | teloneados por Tesla                                        |
| 4 de noviembre   | Alemania       | Ulm                | Donahaulle Ulm                   | teloneados por Tesla                                        |
| 5 de noviembre   | Alemania       | Fráncfort del Meno | Festhalle                        | teloneados por Tesla                                        |
| 6 de noviembre   | Alemania       | Dortmund           | Westfalenhalle                   | teloneados por Tesla                                        |
| 8 de noviembre   | Alemania       | Augsburgo          | Schwabenhalle                    | teloneados por Armored Saint                                |
| 9 de noviembre   | Alemania       | Stuttgart          | Pabellón Hanns Martin Schleyer   | teloneados por Armored Saint                                |
| 10 de noviembre  | Alemania       | Friedrichshafen    | Messehalle                       | teloneados por Armored Saint                                |
| 12 de noviembre  | Alemania       | Berlín             | Deutschlandhalle                 | teloneados por Armored Saint                                |
| 13 de noviembre  | Alemania       | Núremberg          | Frankenhalle                     | teloneados por Armored Saint                                |
| Japón            |                |                    |                                  |                                                             |
| 3 de diciembre   | Japón          | Sendai             | Sun Plaza Hall                   |                                                             |
| 5 de diciembre   | Japón          | Tokio              | Nippon Budokan                   |                                                             |
| 6 de diciembre   | Japón          | Nagoya             | Nagoya-Shi Kokaido               |                                                             |
| 7 de diciembre   | Japón          | Osaka              | Festival Hall                    |                                                             |

## Músicos
- Klaus Meine: voz
- Rudolf Schenker: guitarra rítmica y coros
- Matthias Jabs: guitarra líder, talk box y coros
- Francis Buchholz: bajo y coros
- Herman Rarebell: batería y teclados